# Stefano Fresi
Stefano Fresi (Roma, 16 luglio 1974) è un attore italiano.

## Biografia
Nato a Roma il 16 luglio 1974 da padre sardo  di Luogosanto (SS), e madre trentina, cresciuto nel quartiere romano Centocelle, dopo la maturità classica, a 20 anni abbandonò gli studi in Lettere per lavorare. Parallelamente, comincia ad avvicinarsi al teatro, attraverso la musica. È infatti un compositore, un cantante e un musicista. Insieme a sua sorella Emanuela e a Toni Fornari forma il trio comico-musicale "Favete Linguis". Nel 2004 entra nel cast di Un medico in famiglia, nel ruolo di Rosalbo. Con la sua performance nello spettacolo I tre moschettieri di Attilio Corsini attira l'attenzione di Michele Placido, che gli chiede di interpretare il Secco nel film drammatico Romanzo criminale (2005). Sempre nello stesso anno è diretto da Anna Negri in Riprendimi, nel 2012 da Massimiliano Bruno in Viva l'Italia, mentre nel 2014 recita nella pellicola Smetto quando voglio di Sydney Sibilia, interpretando il ruolo di Alberto Petrelli. Proprio grazie a questo ruolo riceve nel 2014 una candidatura al David di Donatello come miglior attore non protagonista. Nel 2016 gli viene consegnato da Francesco Fiumarella, autore del premio internazionale "Vincenzo Crocitti", il premio come miglior attore cinematografico.
Nel 2014 recita nel film Ogni maledetto Natale, poi, nel 2015, in Noi e la Giulia di Edoardo Leo e in La prima volta (di mia figlia) di Riccardo Rossi, con cui vince il premio di miglior attore alla XX edizione di Roseto Opera Prima. Nello stesso anno ha una piccola parte nel film Leone nel basilico. Nel 2017 entra nel cast della serie I delitti del BarLume, per la regia di Roan Johnson. Nel 2018 recita con Paola Cortellesi nel film di fine anno La Befana vien di notte, interpretando Mr. Johnny. Nel marzo 2019 è il protagonista del film C'è tempo, per la regia di Walter Veltroni, con il quale vince il Nastro d'argento come miglior attore di commedia. Nello stesso anno interpreta il ruolo di Salvatore nella miniserie televisiva Il nome della rosa, tratta dall'omonimo romanzo di Umberto Eco, per la regia di Giacomo Battiato.
Fresi, a cui si deve la scrittura del jingle della Rai in onda dal 2010, prosegue l'impegno con il doppiaggio, prestando la propria voce a Pumbaa nel film Disney Il re leone. Torna ad affiancare Paola Cortellesi nei film Ma cosa ci dice il cervello e Figli. Per Natale 2020 invece è protagonista dello spot di Disney+. A inizio 2021 affianca Roberto Bolle alla conduzione di Danza con me, programma di Rai 1, e partecipa al videoclip di Buongiorno vita, nuovo singolo di Ultimo, e agli spot di Enel Energia e Parmigiano Reggiano. Nel 2022-2023 torna a teatro con lo spettacolo Cetra una volta, con la sorella Emanuela e Toni Fornari presentandosi come i "Favete Linguis". Nel 2023 è tra i protagonisti della miniserie TV Vivere non è un gioco da ragazzi, per la regia di Rolando Ravello. Nel 2024 è il protagonista della fiction Kostas, prodotta dalla Palomar per la regia di Milena Cocozza.
Dal 2004 sta con la musicista e doppiatrice Cristiana Polegri, la coppia ha un figlio, Lorenzo.

## Filmografia

### Cinema
- Romanzo criminale, regia di Michele Placido (2005)
- Riprendimi, regia di Anna Negri (2008)
- Riflesso, regia di David Petrucci – cortometraggio (2008)
- L'amore è un giogo, regia di Andrea Rovetta – cortometraggio (2009)
- La città nel cielo, regia di Giacomo Cimini – cortometraggio (2009)
- Nessuno mi può giudicare, regia di Massimiliano Bruno (2011)
- Canepazzo, regia di David Petrucci (2012)
- Viva l'Italia, regia di Massimiliano Bruno (2012)
- La mossa del pinguino, regia di Claudio Amendola (2014)
- Benur - Un gladiatore in affitto, regia di Massimo Andrei (2013)
- Smetto quando voglio, regia di Sydney Sibilia (2014)
- Ogni maledetto Natale, regia di Giacomo Ciarrapico, Mattia Torre e Luca Vendruscolo (2014)
- Solo per il weekend, regia di Gianfranco Gaioni (2015)
- Noi e la Giulia, regia di Edoardo Leo (2015)
- Gli ultimi saranno ultimi, regia di Massimiliano Bruno (2015)
- La prima volta (di mia figlia), regia di Riccardo Rossi (2015)
- Poli opposti, regia di Max Croci (2015)
- Forever Young, regia di Fausto Brizzi (2016)
- L'età d'oro, regia di Emanuela Piovano (2016)
- Al posto tuo, regia di Max Croci (2016)
- Smetto quando voglio - Masterclass, regia di Sydney Sibilia (2017)
- Cuori puri, regia di Roberto De Paolis (2017)
- Nove lune e mezza, regia di Michela Andreozzi (2017)
- La casa di famiglia, regia di Augusto Fornari (2017)
- Smetto quando voglio - Ad honorem, regia di Sydney Sibilia (2017)
- Sconnessi, regia di Christian Marazziti (2018)
- L'uomo che comprò la Luna, regia di Paolo Zucca (2018)
- La Befana vien di notte, regia di Michele Soavi (2018)
- C'è tempo, regia di Walter Veltroni (2019)
- Il grande passo, regia di Antonio Padovan (2019)
- Ma cosa ci dice il cervello, regia di Riccardo Milani (2019)
- Figli, regia di Giuseppe Bonito (2020)
- Il regno, regia di Francesco Fanuele (2020)
- Lasciarsi un giorno a Roma, regia di Edoardo Leo (2021)
- Ritorno al presente, regia di Toni Fornari e Andrea Maia (2022)
- La donna per me, regia di Marco Martani (2022)
- Tutti a bordo, regia di Luca Miniero (2022)
- The Land of Dreams, regia di Nicola Abbatangelo (2022)
- War - La guerra desiderata, regia di Gianni Zanasi (2022)
- I migliori giorni, regia di Massimiliano Bruno ed Edoardo Leo (2023)
- Quando, regia di Walter Veltroni (2023)
- Io sono un po’ matto e tu?, regia di Dario D’Ambrosi (2024)

### Televisione
- Un medico in famiglia 4 - 5 – serie TV, 4 e 5 (2004-2007)
- R.I.S. - Delitti imperfetti – serie TV, episodio 3x02 (2007)
- Intelligence - Servizi & segreti – serie TV (2009)
- In arte Nino, regia di Luca Manfredi – film TV (2017)
- I delitti del BarLume – serie TV (dal 2018)
- Il nome della rosa (The Name of the Rose), regia di Giacomo Battiato – miniserie TV, 7 episodi (2019)
- Vivere non è un gioco da ragazzi – serie TV (2023)
- Kostas, regia di Milena Cocozza – serie TV (2024)

## Teatro
- Sogno di una notte di mezza estate di William Shakespeare, regia di Massimiliano Bruno (2017)
- Donchisci@tte di Nunzio Caponio, regia di Davide Iodice (2020-2021)
- Cetra una volta di Toni Fornari, regia di Augusto Fornari (2022-2023)
- Dioggene, testo e regia di Giacomo Battiato (2024)
- Io & Ayrton di Giorgio J. Squarcia, regia di Alessandro Nidi (2024)

## Programmi TV
- BRA - Braccia rubate all'agricoltura (Rai 2, 2003)
- Danza con me (Rai 1, 2021)
- Concerto del Primo Maggio (Rai 3, 2021)

## Videoclip
- Ammore Vero, diretto da Marco Borrelli – singolo di Marcondiro (2018)
- Buongiorno vita, diretto dagli YouNuts! e con Camilla Filippi – singolo di Ultimo (2021)

## Doppiaggio

### Film di animazione
- Pumbaa ne Il re leone (2019) e in Mufasa - Il re leone (2024)
- PB in Arctic - Un'avventura glaciale (2019)
- Bob ne L'unico e insuperabile Ivan (2020)
- Pumbaa in Cip & Ciop agenti speciali (2022)

### Fiaba
- Signor Narratore ne Mignolina (2024)

## Discografia

### Compositore
- Romanzo criminale - la serie, regia di Stefano Sollima – musica dei titoli di testa (2008)
- Visions, regia di Luigi Cecinelli (2009)
- L'amore non esiste, regia di Massimiliano Camaiti – cortometraggio (2009)
- Il Mago di Esselunga, regia di Giuseppe Tornatore – cortometraggio (2011)

## Audiolibri
- Kobane Calling (2021)

## Riconoscimenti
- Torino Film Festival
  - 2019 – Miglior attore per Il grande passo